# 中央生態環境保護督察工作領導小組
中央生態環境保護督察工作領導小組是中国共产党中央政治局领导的工作议事协调机构，在中央政治局及其常委會領導下開展工作，负责对生態環境保護督察工作进行决策。

## 组成人员
中央生態環境保護督察工作領導小組设组长、副组长、成员。
中央生態環境保護督察工作領導小組组长
1. 韓正（年-2023年）
2. 丁薛祥（2023年-）

中央生態環境保護督察工作領導小組副组长